# Rhorus orientalis
Rhorus orientalis là một loài tò vò trong họ Ichneumonidae.